# Pieperstruiksluiper
De pieperstruiksluiper (Pyrrholaemus sagittatus; synoniem: Chthonicola sagittatus) is een zangvogel uit de familie Acanthizidae (Australische zangers).

## Verspreiding en leefgebied
Deze soort is endemisch in oostelijk Australië

## Status
De grootte van de populatie is in 2007 geschat op 400.000 volwassen vogels. Op de Rode lijst van de IUCN heeft deze soort de status niet bedreigd.